# Гайдамачка (река)
Гайдама́чка — балка в Ростовской области России, левый приток Куго-Еи (бассейн Еи). Длина водотока 17,1 км, длина по тальвегу 15,7 км, расстояние от истока до устья по прямой 12,2 км. Коэффициент извилистости 1,089 (очень мал в связи с тем что река в многих местах запружена, и её извилистость (и длина) меньше изначальной). На реке сооружены пруды.

## Течение
Река берёт начало на западе Доно-Егорлыкской равнины (и протекает по ней на всём своём протяжении), к востоко-юго-востоку от хутора Гайдамачка Егорлыкского района Ростовской области. Вначале течёт на западо-северо-запад. После, поворачивает на северо-северо-восток. Впадает в реку Куго-Ею с левой стороны, напротив села Октябрьского Зерноградского района Ростовской области.
Река протекает по территории Егорлыкского и Зерноградского районов Ростовской области.

## Населённые пункты
На реке расположен единственный населённый пункт — хутор Гайдамачка, получивший название по реке.